# Vương tử William, Công tước xứ Cumberland
Vương tử William Augustus, Công tước xứ Cumberland (15 tháng 4 năm 1721 – 31 tháng 10 năm 1765) là con trai thứ ba và là con trai út của vua George II của Anh và Caroline xứ Ansbach. Ông là Công tước xứ Cumberland từ năm 1726, ông đã có một cuộc đời đầy biến động, gắn liền với các sự kiện lịch sử quan trọng, đặc biệt là trong cuộc Khởi nghĩa Jacobite năm 1746. Tuy nhiên, cuộc đời và sự nghiệp của ông cũng mang đến nhiều tranh cãi, đặc biệt ông được biết đến với biệt danh Kẻ Đồ Tể sau trận Culloden.

## Cuộc sống ban đầu
William Augustus sinh ngày 15 tháng 4 năm 1721 tại Dinh Leicester, Khu Leicester (nay là Quảng trường Leicester. Ông là con trai thứ ba của vua George II và Vương hậu Caroline, ông sinh vào thời ông nội của ông, vua George II đang trị vì. Tuy nhiên, vì không phải là con trưởng, ông không được ưu tiên thừa kế ngai vàng, từ khi sinh ra ông chỉ xếp thứ 3 trong danh sách kế vị ngai vàng và thay vào đó, ông được giao nhiệm vụ tham gia các vấn đề quân sự. Vào ngày 27 tháng 7 năm 1726, khi mới 5 tuổi, ông được phong làm Công tước xứ Cumberland, Hầu tước xứ Berkhamstead ở hạt Hertford, Bá tước xứ Kennington ở hạt Surrey, Tử tước xứ Trematon ở hạt Cornwall và Nam tước của đảo Alderney.

## Sự nghiệp quân sự
William được giáo dục trong một môi trường quân sự nghiêm ngặt, và ông đã thể hiện sự quan tâm đặc biệt đến quân đội ngay từ khi còn nhỏ. Mặc dù là một hoàng tử, ông đã được đào tạo như một sĩ quan quân đội, được huấn luyện ở Đức, nơi cha ông có liên hệ mạnh mẽ. Sau đó, ông gia nhập Quân đội Anh và bắt đầu sự nghiệp quân sự của mình. Ông đã được ghi danh vào Đội cận vệ bộ binh số 2 và được phong làm Hiệp sĩ Bath khi mới 4 tuổi. Ông được tuyển vào Lính Cận Vệ Bộ và được phong Hiệp sĩ Bath khi mới 4 tuổi. Ông được Vua và Vương hậu định hướng cho chức vụ Đô đốc Đại dương và vào năm 1740, ông đã lên tàu tham gia hải đội dưới sự chỉ huy của John Norris như một tình nguyện viên. Tuy nhiên, ông nhanh chóng không hài lòng với Hải quân, và thay vào đó đã giành được chức vụ tướng quân của Lữ đoàn Lính Cận Vệ Bộ thứ Nhất vào ngày 20 tháng 2 năm 1741.

### Chiến Tranh Kế vị Áo
William bắt đầu sự nghiệp quân sự của mình trong cuộc Chiến tranh Kế vị Áo (1740–1748), một cuộc xung đột lớn giữa các cường quốc châu Âu tranh giành quyền thừa kế của Maria Theresa của Áo sau khi cha bà là Karl VI của Thánh chế La Mã qua đời. Tuy nhiên, quyền thừa kế của bà bị các quốc gia đối thủ như Phổ, Pháp, Tây Ban Nha và Bayern phản đối. Mâu thuẫn này dẫn đến một cuộc chiến kéo dài, trong đó các cường quốc châu Âu tranh giành quyền kiểm soát lãnh thổ và ảnh hưởng ở Trung Âu. 
Ông được giao nhiệm vụ chỉ huy một đội quân Anh tham gia chiến đấu ở châu Âu. Tuy nhiên, ông không nổi bật trong cuộc chiến này và thường phải đối mặt với những thất bại. Dù vậy, William đã gây ấn tượng với cha mình, vua George II, về khả năng chỉ huy quân đội, mặc dù chiến công của ông trong giai đoạn này không thực sự gây chú ý đặc biệt.

### Khởi nghĩa Jacobite
Sự kiện quan trọng nhất trong sự nghiệp quân sự của Hoàng tử William là Cuộc nổi dậy Jacobite 1745. Cuộc nổi dậy này là nỗ lực của Charles Edward Stuart (Bonnie Prince Charlie) để chiếm lại ngai vàng Anh cho gia đình Stuart, những người đã bị lật đổ trong cuộc Cách mạng vinh quang năm 1688, khi gia đình Hanover lên ngôi.
Trong cuộc nổi dậy này, quân đội Jacobite đã tiến vào Scotland và chiến đấu chống lại quân đội Anh. William, Công tước xứ Cumberland, được giao nhiệm vụ chỉ huy quân đội Anh để ngăn chặn cuộc nổi dậy.
Trận đánh quan trọng nhất trong cuộc chiến này là Trận Culloden vào ngày 16 tháng 4 năm 1746, gần Inverness, Scotland. Đây là trận đánh quyết định kết thúc cuộc nổi dậy Jacobite. William, với quân đội Anh, đã đánh bại quân Jacobite do Charles Edward Stuart chỉ huy. Trận Culloden diễn ra với những thiệt hại nặng nề cho quân Jacobite, và sau chiến thắng, William ra lệnh cho quân đội của mình tiến hành các cuộc trấn áp tàn bạo đối với những người ủng hộ Stuart, đặc biệt là tại các vùng nông thôn của Scotland.
Sau trận Culloden, Công tước xứ Cumberland, đã nhận được biệt danh "Kẻ Đồ Tể" (The Butcher) từ những người ủng hộ đảng Tory và đặc biệt là người Scotland và "Wiliiam ngọt ngào" (Sweet William) bởi những người ủng hộ đảng Whig do hành động tàn bạo của ông đối với dân thường và những người ủng hộ Jacobite. Ông đã ra lệnh cho quân đội của mình thực hiện các cuộc trấn áp không khoan nhượng, tàn sát hàng nghìn người, và thi hành những hình phạt nặng nề đối với bất kỳ ai có liên quan đến cuộc nổi dậy. Việc hành quyết hàng loạt, bắt giam và tra tấn dân thường đã khiến William bị mang tiếng xấu và bị xem là một nhân vật tàn nhẫn trong lịch sử.
Mặc dù ông chiến thắng trong trận Culloden và có đóng góp quân sự đáng kể trong việc duy trì quyền lực của vương tộc Hannover, nhưng danh tiếng của ông đã bị hủy hoại vì những hành động tàn bạo này.
Sau cuộc nổi dậy Jacobite, Hoàng tử William tiếp tục giữ các chức vụ quân sự cao cấp. Tuy nhiên, ông không bao giờ có thể tái lập được sự ủng hộ rộng rãi từ công chúng hoặc có ảnh hưởng lớn trong chính trị. Ông vẫn giữ tước hiệu Công tước xứ Cumberland và tham gia vào các cuộc chiến tranh sau này, nhưng không có đóng góp đáng kể nào cho sự nghiệp quân sự của mình sau trận Culloden.
Trong những năm sau, ông tham gia vào các vấn đề quân sự và chính trị của Vương quốc Anh, nhưng chủ yếu giữ vai trò thụ động và không đạt được sự nổi bật như những người anh em khác trong gia đình hoàng gia. Tình trạng sức khỏe của ông cũng bắt đầu suy yếu vào những năm cuối đời.

## Cuối đời
Vương tử William không kết hôn và không có con cái. Trong khi đó, ông có một số mối quan hệ tình cảm, nhưng không có bất kỳ mối quan hệ nào đủ lâu dài để dẫn đến hôn nhân. Ông sống cuộc đời của một hoàng tử quân sự, và những năm tháng cuối đời chủ yếu gắn liền với công việc quân sự và các vấn đề sức khỏe.
Vào 31 tháng 10 năm 1765, William qua đời ở tuổi 44 sau một cơn đột quỵ tại nhà riêng ở Upper Grosvenor Street, Luân Đôn. Ông được chôn cất bên dưới sàn gian giữa của Nhà nguyện Đức Mẹ Henry VII ở Tu viện Westminster.
| \| \| \| \| \| \| \| \| \| \| \| 8. Ernst August, Tuyển hầu tước xứ Hannover \| \| \| \| \| \| \| \| \| \| \| \| \| \| \| \| \| \| \| \| \| \| \| \| \| \| \| \| \| \| \| \| \| \| \| \| \| \| \| \| \| \| \| \| \| \| \| \| \| \| \| 4. George I của Anh \| \| \| \| \| \| \| \| \| \| \| \| \| \| \| \| \| \| \| \| \| \| \| \| \| \| \| \| \| \| \| \| \| \| \| \| \| \| \| \| \| \| \| \| \| \| \| \| \| \| \| \| \| \| \| \| \| \| \| \| 9. Sophia của Pfalz \| \| \| \| \| \| \| \| \| \| \| \| \| \| \| \| \| \| \| \| \| \| \| \| \| \| \| \| \| \| \| \| \| \| \| \| \| \| \| \| \| \| \| \| \| \| \| \| \| \| \| \| \| \| \| \| \| \| \| \| 2. George II của Anh \| \| \| \| \| \| \| \| \| \| \| \| \| \| \| \| \| \| \| \| \| \| \| \| \| \| \| \| \| \| \| \| \| \| \| \| \| \| \| \| \| \| \| \| \| \| \| \| \| \| \| \| \| \| \| \| \| \| \| \| 10. Georg Wilhelm, Công tước xứ Braunschweig-Lüneburg \| \| \| \| \| \| \| \| \| \| \| \| \| \| \| \| \| \| \| \| \| \| \| \| \| \| \| \| \| \| \| \| \| \| \| \| \| \| \| \| \| \| \| \| \| \| \| \| \| \| \| \| \| \| \| \| \| \| \| \| 5. Sophia Dorothea xứ Braunschweig-Celle \| \| \| \| \| \| \| \| \| \| \| \| \| \| \| \| \| \| \| \| \| \| \| \| \| \| \| \| \| \| \| \| \| \| \| \| \| \| \| \| \| \| \| \| \| \| \| \| \| \| \| \| \| \| \| \| \| \| \| \| 11. Éléonore Desmier d'Olbreuse \| \| \| \| \| \| \| \| \| \| \| \| \| \| \| \| \| \| \| \| \| \| \| \| \| \| \| \| \| \| \| \| \| \| \| \| \| \| \| \| \| \| \| \| \| \| \| \| \| \| \| \| \| \| \| \| \| \| \| \| 1. Vương tử William, Công tước xứ York và Cumberland \| \| \| \| \| \| \| \| \| \| \| \| \| \| \| \| \| \| \| \| \| \| \| \| \| \| \| \| \| \| \| \| \| \| \| \| \| \| \| \| \| \| \| \| \| \| \| \| \| \| \| \| \| \| \| \| \| \| \| \| 12. Albrecht II, Phong địa Bá tước xứ Brandenburg-Ansbach \| \| \| \| \| \| \| \| \| \| \| \| \| \| \| \| \| \| \| \| \| \| \| \| \| \| \| \| \| \| \| \| \| \| \| \| \| \| \| \| \| \| \| \| \| \| \| \| \| \| \| \| \| \| \| \| \| \| \| \| 6. Johann Friedrich, Phong địa Bá tước xứ Brandenburg-Ansbach \| \| \| \| \| \| \| \| \| \| \| \| \| \| \| \| \| \| \| \| \| \| \| \| \| \| \| \| \| \| \| \| \| \| \| \| \| \| \| \| \| \| \| \| \| \| \| \| \| \| \| \| \| \| \| \| \| \| \| \| 13. Sophie Margarete xứ Oettingen-Oettingen \| \| \| \| \| \| \| \| \| \| \| \| \| \| \| \| \| \| \| \| \| \| \| \| \| \| \| \| \| \| \| \| \| \| \| \| \| \| \| \| \| \| \| \| \| \| \| \| \| \| \| \| \| \| \| \| \| \| \| \| 3. Caroline xứ Brandenburg-Ansbach \| \| \| \| \| \| \| \| \| \| \| \| \| \| \| \| \| \| \| \| \| \| \| \| \| \| \| \| \| \| \| \| \| \| \| \| \| \| \| \| \| \| \| \| \| \| \| \| \| \| \| \| \| \| \| \| \| \| \| \| 14. Johann Georg I xứ Sachsen-Eisenach \| \| \| \| \| \| \| \| \| \| \| \| \| \| \| \| \| \| \| \| \| \| \| \| \| \| \| \| \| \| \| \| \| \| \| \| \| \| \| \| \| \| \| \| \| \| \| \| \| \| \| \| \| \| \| \| \| \| \| \| 7. Eleonore Erdmuthe xứ Sachsen-Eisenach \| \| \| \| \| \| \| \| \| \| \| \| \| \| \| \| \| \| \| \| \| \| \| \| \| \| \| \| \| \| \| \| \| \| \| \| \| \| \| \| \| \| \| \| \| \| \| \| \| \| \| \| \| \| \| \| \| \| \| \| 15. Johannetta, Nữ Bá tước xứ Sayn-Altenkirchen \| \| \| \| \| \| \| \| \| \| \| \| \| \| \| \| \| \| \| \| \| \| \| \| \| \| \| \| \| \| \| \| \| \| \| \| \| \| \| \| \| \| \| |                                                               |  |  |  |  |  |  |  |  |                                             |  |  |  |
| |                                                               |  |  |  |  |  |  |  |  | 8. Ernst August, Tuyển hầu tước xứ Hannover |  |  |  |
| |                                                               |  |  |  |  |  |  |  |  |                                             |  |  |  |
| |                                                               |  |  |  |  |  |  |  |  |                                             |  |  |  |
| |                                                               |  |  |  |  |  |  |  |  |                                             |  |  |  |
| | 4. George I của Anh                                           |  |  |  |  |  |  |  |  |                                             |  |  |  |
| |                                                               |  |  |  |  |  |  |  |  |                                             |  |  |  |
| |                                                               |  |  |  |  |  |  |  |  |                                             |  |  |  |
| |                                                               |  |  |  |  |  |  |  |  |                                             |  |  |  |
| | 9. Sophia của Pfalz                                           |  |  |  |  |  |  |  |  |                                             |  |  |  |
| |                                                               |  |  |  |  |  |  |  |  |                                             |  |  |  |
| |                                                               |  |  |  |  |  |  |  |  |                                             |  |  |  |
| |                                                               |  |  |  |  |  |  |  |  |                                             |  |  |  |
| | 2. George II của Anh                                          |  |  |  |  |  |  |  |  |                                             |  |  |  |
| |                                                               |  |  |  |  |  |  |  |  |                                             |  |  |  |
| |                                                               |  |  |  |  |  |  |  |  |                                             |  |  |  |
| |                                                               |  |  |  |  |  |  |  |  |                                             |  |  |  |
| | 10. Georg Wilhelm, Công tước xứ Braunschweig-Lüneburg         |  |  |  |  |  |  |  |  |                                             |  |  |  |
| |                                                               |  |  |  |  |  |  |  |  |                                             |  |  |  |
| |                                                               |  |  |  |  |  |  |  |  |                                             |  |  |  |
| |                                                               |  |  |  |  |  |  |  |  |                                             |  |  |  |
| | 5. Sophia Dorothea xứ Braunschweig-Celle                      |  |  |  |  |  |  |  |  |                                             |  |  |  |
| |                                                               |  |  |  |  |  |  |  |  |                                             |  |  |  |
| |                                                               |  |  |  |  |  |  |  |  |                                             |  |  |  |
| |                                                               |  |  |  |  |  |  |  |  |                                             |  |  |  |
| | 11. Éléonore Desmier d'Olbreuse                               |  |  |  |  |  |  |  |  |                                             |  |  |  |
| |                                                               |  |  |  |  |  |  |  |  |                                             |  |  |  |
| |                                                               |  |  |  |  |  |  |  |  |                                             |  |  |  |
| |                                                               |  |  |  |  |  |  |  |  |                                             |  |  |  |
| | 1. Vương tử William, Công tước xứ York và Cumberland          |  |  |  |  |  |  |  |  |                                             |  |  |  |
| |                                                               |  |  |  |  |  |  |  |  |                                             |  |  |  |
| |                                                               |  |  |  |  |  |  |  |  |                                             |  |  |  |
| |                                                               |  |  |  |  |  |  |  |  |                                             |  |  |  |
| | 12. Albrecht II, Phong địa Bá tước xứ Brandenburg-Ansbach     |  |  |  |  |  |  |  |  |                                             |  |  |  |
| |                                                               |  |  |  |  |  |  |  |  |                                             |  |  |  |
| |                                                               |  |  |  |  |  |  |  |  |                                             |  |  |  |
| |                                                               |  |  |  |  |  |  |  |  |                                             |  |  |  |
| | 6. Johann Friedrich, Phong địa Bá tước xứ Brandenburg-Ansbach |  |  |  |  |  |  |  |  |                                             |  |  |  |
| |                                                               |  |  |  |  |  |  |  |  |                                             |  |  |  |
| |                                                               |  |  |  |  |  |  |  |  |                                             |  |  |  |
| |                                                               |  |  |  |  |  |  |  |  |                                             |  |  |  |
| | 13. Sophie Margarete xứ Oettingen-Oettingen                   |  |  |  |  |  |  |  |  |                                             |  |  |  |
| |                                                               |  |  |  |  |  |  |  |  |                                             |  |  |  |
| |                                                               |  |  |  |  |  |  |  |  |                                             |  |  |  |
| |                                                               |  |  |  |  |  |  |  |  |                                             |  |  |  |
| | 3. Caroline xứ Brandenburg-Ansbach                            |  |  |  |  |  |  |  |  |                                             |  |  |  |
| |                                                               |  |  |  |  |  |  |  |  |                                             |  |  |  |
| |                                                               |  |  |  |  |  |  |  |  |                                             |  |  |  |
| |                                                               |  |  |  |  |  |  |  |  |                                             |  |  |  |
| | 14. Johann Georg I xứ Sachsen-Eisenach                        |  |  |  |  |  |  |  |  |                                             |  |  |  |
| |                                                               |  |  |  |  |  |  |  |  |                                             |  |  |  |
| |                                                               |  |  |  |  |  |  |  |  |                                             |  |  |  |
| |                                                               |  |  |  |  |  |  |  |  |                                             |  |  |  |
| | 7. Eleonore Erdmuthe xứ Sachsen-Eisenach                      |  |  |  |  |  |  |  |  |                                             |  |  |  |
| |                                                               |  |  |  |  |  |  |  |  |                                             |  |  |  |
| |                                                               |  |  |  |  |  |  |  |  |                                             |  |  |  |
| |                                                               |  |  |  |  |  |  |  |  |                                             |  |  |  |
| | 15. Johannetta, Nữ Bá tước xứ Sayn-Altenkirchen               |  |  |  |  |  |  |  |  |                                             |  |  |  |
| |                                                               |  |  |  |  |  |  |  |  |                                             |  |  |  |
| |                                                               |  |  |  |  |  |  |  |  |                                             |  |  |  |